# Paul Passy
Paul Édouard Passy (Versalles, 13 de enero de 1859-Bourg-la-Reine, 21 de marzo de 1940) fue un lingüista francés.

## Biografía
Fue hijo de Frédéric Passy, premio nobel de la Paz en 1901.
En 1886, fue fundador de la Asociación Fonética Internacional y participó en la elaboración del Alfabeto Fonético Internacional (AFI), publicado por primera vez en 1888.